# Neochromadora angelica
Neochromadora angelica is een rondwormensoort uit de familie van de Chromadoridae. De wetenschappelijke naam van de soort is voor het eerst geldig gepubliceerd in 1976 door Riemann.